# Barreiras do Piauí
Barreiras do Piauí là một đô thị thuộc bang Piauí, Brasil. Đô thị này có diện tích 2028,282 km², dân số năm 2007 là 3355 người, mật độ 1,65 người/km².